# Шульган, Константин Константинович
Константин Константинович Шульган (бел. Канстанцін Канстанцінавіч Шульган, род. 11 июля 1965, Берёза, Берёзовский район, Брестская область, Белорусская ССР, СССР) — белорусский военачальник и государственный деятель. Министр связи и информатизации Республики Беларусь (2018—2025).

## Биография
Родился 11 июля 1965 году в г. Берёза Брестской области.
В 1984 году окончил Минский автомеханический техникум по специальности «Эксплуатация и наладка станков с числовым программным управлением».
В 1989 году окончил факультет связи и автоматизированных систем управления Минского высшего инженерного зенитного ракетного училища противовоздушной обороны.
С 1989 по 1991 годы проходил военную службу в Государственном техническом комитете СССР (1989—1991). С 1991 года занимал различные должности в Государственном центре безопасности информации, в том числе должность начальника группы.
С 2008 по 17 августа 2018 года был на военной службе на офицерских должностях в Оперативно-аналитическом центре при Президенте Республики Беларусь, являлся начальником управления защиты информации Оперативно-аналитического центра при Президенте Республики Беларусь. С апреля 2016 года работал заместителем начальника Оперативно-аналитический центре при Президенте Республики Беларусь.
18 августа 2018 года назначен Министром связи и информатизации Республики Беларусь. Освобождён от этой должности 3 марта 2025 года.
Внесён в санкционные списки балтийских стран и Канады.

## Награды
- медаль «За безупречную службу» I степени (2007)[10]
- почетная грамота Совета Министров Республики Беларусь (2018)[11]